# Meister des Wimpfener Quirinusaltars

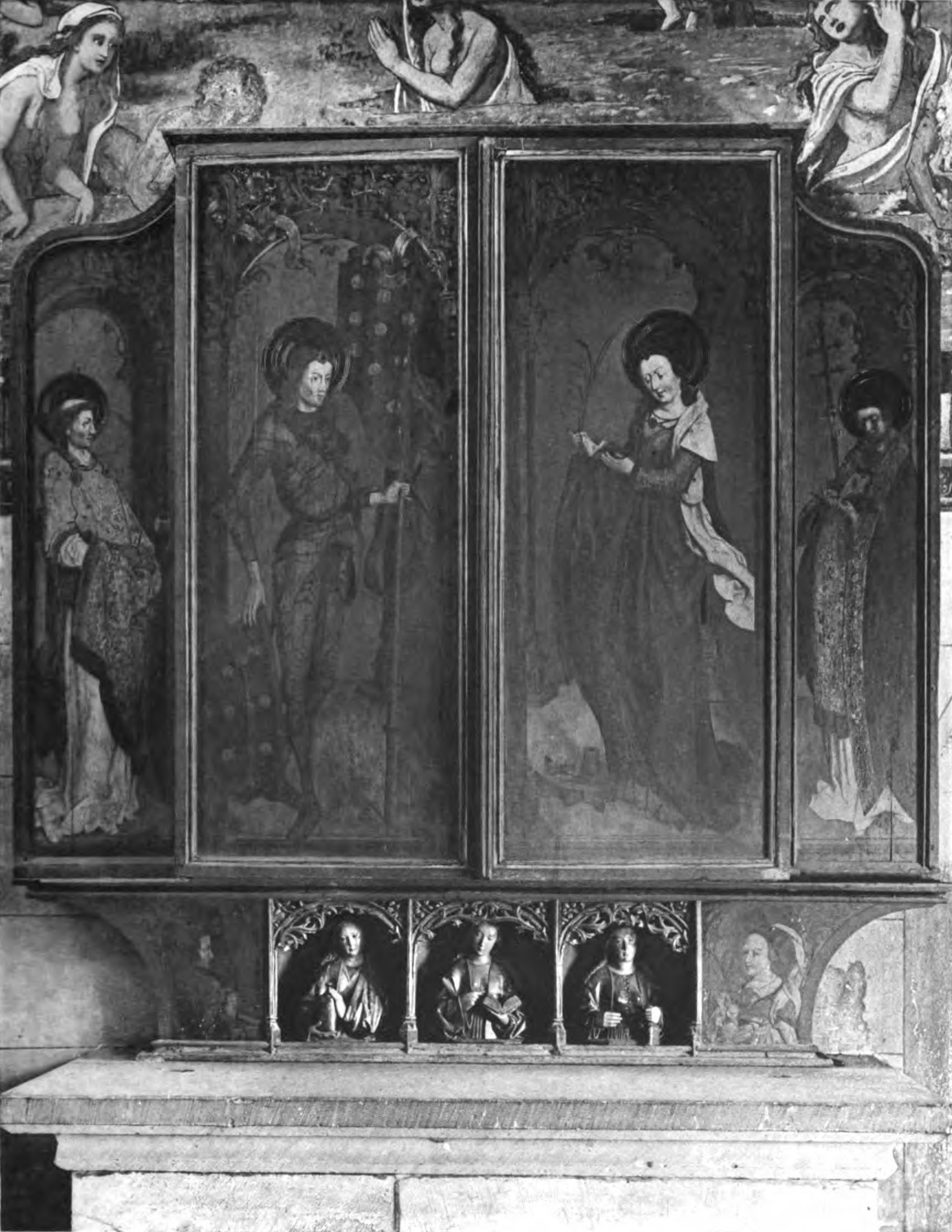
Der Quirinusaltar im geschlossenen Zustand mit den Tafelgemälden (Fotografie um 1898)

Meister des Wimpfener Quirinusaltars ist ein Notname für einen unbekannten Künstler, dem die Gestaltung mehrerer Altäre in Südwestdeutschland um 1500 zugeschrieben wird. Der Name leitet sich vom Quirinusaltar der Evangelischen Stadtkirche in Bad Wimpfen her, der als sicheres und typisches Werk des Meisters gilt.

## Herkunft
Da in Bad Wimpfen für die Zeit um 1500 und früher keine schriftlichen Unterlagen vorliegen, muss die Frage nach Herkunft, Schulung und Aufenthalten des Malers unbeantwortet bleiben. Aufgrund fehlenden Quellenmaterials ist weder eine exakte Datierung noch eine zeitliche Einteilung seiner Gemälde in unterschiedliche Werkphasen möglich. Hervorzuheben sind zwei vollständig überlieferte Altäre, der Gangolfsaltar in der Gangolfskapelle in Neudenau und der in der Evangelischen Stadtkirche in Wimpfen befindliche Seitenaltar, von dem sich der Notname des um 1500 tätigen Malers herleitet. An der Innenseite des linken Flügels ist eine Altarinschrift erhalten geblieben, die zahlreiche
Spekulationen über die Identität des Künstlers nach sich zog. Der Historiker Georg Schäfer sprach in der im 19. Jahrhundert erschienenen Publikation Kunstdenkmäler im Großherzogtum Hessen von einer mutmaßlichen Stiftung des Altars und identifizierte das Zeichen als Hauswappen der um 1500 nachweisbaren, einflussreichen Familie Moler. Da sich Familiennamen häufig von Tätigkeiten oder Berufsbezeichnungen ableiten (Moler = Maler), sprach sich Schäfer auch für die Möglichkeit eines am Altar verewigten Künstlermonogramms aus.

## Werk
Die wenigen ihm zugeschriebenen Tafelgemälde werden in das beginnende 16. Jahrhundert datiert. Sie veranschaulichen das Werk eines Künstlers, dessen Malerei in formaler Hinsicht die künstlerischen Einzelleistungen einiger seiner Weggenossen weit überragte: Die plastisch zarte Modellierung der Gesichtsausdrücke lässt seine fast durchweg jugendlichen Heiligengestalten aussehen wie menschliche Porträts. Formal gipfeln die Darstellungen der Heiligen in ihren kostbaren Gewändern. Durch den Einsatz fein abgestufter, farblicher Helldunkelschraffuren und in der reichen Verwendung
von Pressbrokaten wird der Eindruck tatsächlicher Stofflichkeit von Wolle, Samt, Brokat und Seide erzeugt. Der Maler versteht sich auch auf die Illusion eines gemalten Architekturraums und platziert die Heiligenfiguren in eigens für sie vorgesehene Altarnischen. Die Figuren präsentieren sich in leichter Schrägsicht zum Standpunkt des Betrachters in der damals typischen Schrittfolge des Kontraposts, wodurch der Eindruck eines teilweise beherzten Zugehens auf den Betrachter hervorgerufen wird.
Nun war zum damaligen Zeitpunkt der Begriff des geistigen Eigentums keineswegs so geläufig wie heute. Die Vorstellung von der Unübertragbarkeit künstlerischer Leistungen fehlte. Kupferstiche und Handzeichnungen zeitgenössischer Grafiker und Maler waren nicht nur visuelle Vorlage. Sie wurden als ästhetische Richtwerte begriffen und den eigenen Altarentwürfen zugrunde gelegt. Der Meister des Wimpfener Quirinusaltars hat Vieles von Vorgängern und Zeitgenossen übernommen: Inspirationsquellen boten ihm die Kupferstiche des Meisters E.S., Martin Schongauers aber auch die Kaltnadelstiche des mittelrheinischen Hausbuchmeisters. So dürfte für die Darstellung der heiligen Katharina auf der rechten Werktagsseite des Quirinusaltars der Kupferstich B 63 von Martin Schongauer (9,9 cm × 5,9 cm; graphische Sammlung, Albertina, Wien) Pate gestanden haben. Beide Heiligenfiguren stimmen sowohl in ihren Körperhaltungen als auch in den Gewanddraperien weitgehend überein.
Als Künstler wuchs der Maler in eine Zeit, in der die naturalistische Wiedergabe zunehmend an Bedeutung gewann. Die Formensprache des Wimpfener Malers bedeutet noch keinen endgültigen Bruch mit der Tradition des Mittelalters. Doch lässt die malerische Umsetzung der auf den Kupferstichen befindlichen Heiligen dank seines außergewöhnlichen Farb- und Formgefühls eine zunehmende Realistik erkennen.

## Gesicherte Zuschreibungen
- Quirinusaltar, um 1500, Seitenaltar der evangelischen Stadtkirche in Wimpfen am Berg
- Gangolfsaltar, um 1500, Hauptaltar der Wallfahrtskirche St. Gangolf in Neudenau
- zwei ehemalige, beidseitig bemalte Seitenflügel im Hessischen Landesmuseum Darmstadt
- fünf Altarflügel im Rottenburger Diözesanmuseum
- Schloss Lichtenstein: Fragmente zweier Flügelseiten mit Papst Gregor und Quirinus